# Dissertatio de Arte Combinatoria

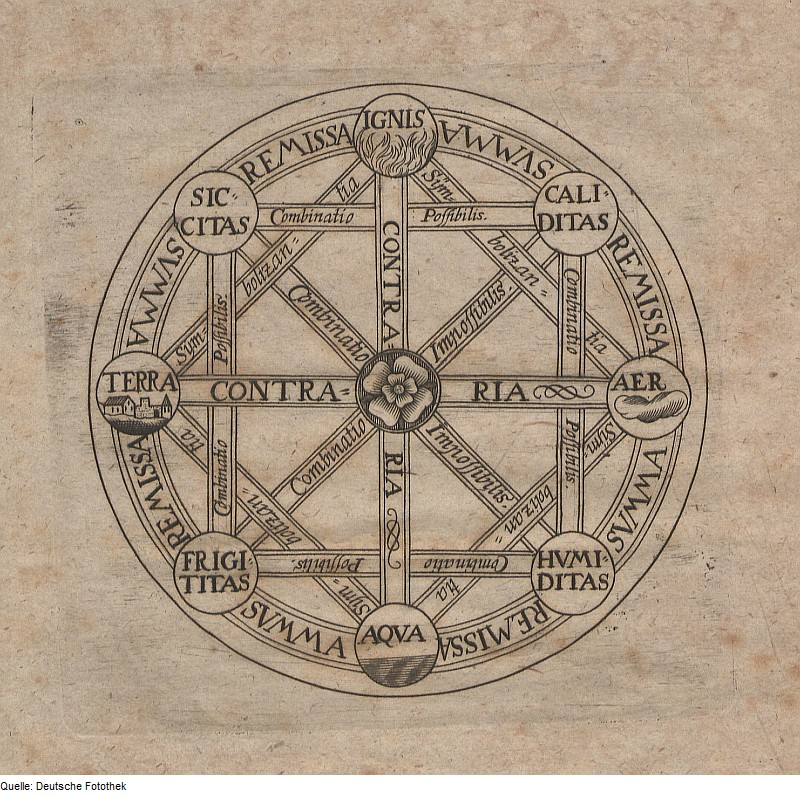
Frontespizio Dissertatio de Arte Combinatoria, pubblicato nel 1690

La Dissertatio de Arte Combinatoria è una delle prime opere del matematico e filosofo tedesco Leibniz, scritta e pubblicata nel 1666 a Lipsia, in cui presenta la sua teoria della logica combinatoria. Questo testo è stato scritto come estensione della sua tesi di laurea, prima che intraprendesse gli studi matematici. L'opera è scritta interamente in latino.
In quest'opera Leibniz presenta la sua teoria della logica combinatoria, concettualizzando e spiegando la sua idea per ottenere un "linguaggio universale" basato su assiomi logici apprendibili in breve tempo e comprensibili potenzialmente a chiunque.

## Formazione del pensiero e fonti di ispirazione
Scrivendo questo trattato Leibniz prende certamente spunto da tutta la tradizione mnemoterica che si era sviluppata tra il XIV e il XVII, dagli scritti di Raimondo Lullo, di Giordano Bruno, di Cartesio (la cui influenza è forte in tutta la filosofia leibniziana). Tutti gli intellettuali citati avevano proposto una loro visione dell'ars memoriae, la capacità umana di ricordare momenti, luoghi concetti e molto altro. Leibniz si pone come colui che possa dare un corso unitario a tutte queste visioni spesso diverse e discordanti tra loro, cercando di creare una logica della memoria che metta d'accordo i suoi predecessori.

La più importante fonte di ispirazione per Leibniz nello scrivere quest'opera è certamente una serie di articoli pubblicati da Wilkins agli inizi del XVII secolo; infatti, proprio Leibniz scrive ad un amico in una lettera del 1671:
‘‘Ho letto da poco il Carattere Universale del dottissimo Wilkins; le sue tavole mi piacciono moltissimo e vorrei che egli si fosse servito di figure per esprimere quelle cose che non possono essere descritte mediante la pittura, come per esempio i generi degli animali, delle piante, degli strumenti. Quanto sarebbe desiderabile una traduzione in latino della sua opera!’’
Come si legge molto chiaramente in questa lettera Leibniz stima enormemente Wilkins, tuttavia crede che i precetti espressi da costui debbano essere solamente la base del linguaggio universale, poiché questo non utilizza simboli e algoritmi matematici per descrivere il mondo, cose che sono alla base del pensiero leibniziano e della sua concezione di ars magna.
Altra fonte di ispirazione fondamentale sono le opere di Bisterfield, infatti nella biblioteca di Hannover è stata ritrovata da W. Kabitz una copia di queste commentata da Leibniz. In quest'opera Bisterfield presenta una teoria della mnemonica molto simile a quella lullista. Nel trattato sono citati anche i nomi di Francis Bacon e di Thomas Hobbes, oltre a Cicerone, Agrippa e Alsted. L'encomio a Bacon è presente in quanto questo prende in considerazione una logica inventiva, mentre Hobbes grazie alla sua concettualizzazione del pensiero come calcolo.

## Sommario e struttura dell'opera

### Principi su cui si basa tutta l'analisi logica leibniziana
Il progetto leibniziano di un linguaggio universale si fonda su tre principi:
- Le idee sono analizzabili ed è possibile codificarle come unione di nozioni semplici.
- Le idee possono essere rappresentate simbolicamente (con lettere, numeri e simboli)
- È possibile una rappresentazione simbolica delle relazioni tra le idee e, tramite alcune regole è possibile combinarle algoritmicamente

Il problema principale della teoria della logica inventiva esposta nella Dissertatio de Arte Combinatoria è quello di trovare tutti i possibili predicati a un singolo soggetto.

### I termini di prima classe
Alla base della logica combinatoria secondo Leibniz ci sono molte idee semplici e primitive, chiamate anche termini della prima classe:
[1] il punto; [2] lo spazio; [3] l'interposto tra; [4] il contiguo; [5] il distante; (…); [9] la parte; [10] il tutto; [11] lo stesso; [12] il diverso; [13] l'uno; [14] il numero; [15] la pluralità; [16] la distanza; [17] il possibile; ecc.…

### I termini di seconda classe
Combinando 2 termini di prima classe si ottengono delle Con2natio, che rappresentano termini della seconda classe: ad esempio la quantità, o "numero di parti" si esprime con 14 των 9 (των significa "di" dal greco)

### I termini di terza classe e successivi
I termini creati dalla combinazione a tre a tre si chiamano Con3natio, formando termini di terza classe: l'intervallo è esprimibile tramite la formula 2.3.10, ovvero un intervallo è lo spazio (2) preso in (3) un tutto (10). Andando avanti si ottengono termini di quarta classe (Com4natio), di quinta (Com5natio) e così via.

## Esempi di applicazione

### Esempio di applicazione della teoria leibniziana
Trovato il soggetto di terzo grado (espresso nel paragrafo precedente), ossia "intervallo", e scritto questo sotto forma di 2.3.10, per trovare i predicati non dobbiamo far altro che sciogliere i concetti primitivi combinandoli tra loro in tutte le combinazioni possibili. Dunque presi per Con2natio: lo spazio intersituato (2.3), lo spazio totale (2.10) e l'intersituazione nello spazio (3.10).
Tutti i possibili soggetti di "intervallo" appartengono necessariamente ad una classe di nozioni complesse di ordine superiore alla classe di "intervallo", prendiamo adesso in esempio una linea, ovvero un intervallo tra due punti, per definirla usiamo quattro termini primitivi: 2, 3, 10 e 1 (il punto).
Dunque Leibniz inventa un semplice algoritmo matematico, infatti dice che: Dati n termini semplici e indicando con k (con n>k) il numero dei fattori primi che costituiscono un predicato si otterranno un totale di soggetti possibili (compresa anche l'identità "l'intervallo è un intervallo") secondo l'equazione:
{\displaystyle 2^{n-k}}

### Applicazioni in ambito matematico
Il metodo della combinatoria era applicato da Leibniz non solamente in ambito retorico e del linguaggio, ma anche matematico. Infatti, come espresso da lui in un frammento "lingua generalis", composto nel febbraio del 1678, ci presenta la sua teoria di calcolo combinatorio.
Erano indicate con le prime 9 consonanti dell'alfabeto (b, c, d, f, g, h, l, m, n) i numeri da 1 a 9, e con le cinque vocali le unità decimali in ordine crescente (1, 10, 100, 1000, 10000), ricorrendo all'utilizzo di dittonghi per numeri più grandi delle decine di migliaia.
Quindi, supponendo di voler scrivere il numero 81.374 utilizzando il metodo leibniziano il numero si pronuncerà Mubodilefa, poiché ogni sillaba indica tramite la vocale il proprio ordine decimale, e tramite la consonante il numero.
Dunque analizzando la scrittura Mu-bo-di-le-fa si ottiene:
- Mu → 80000
- Bo →1000
- Di → 300
- Le → 70
- Fa → 4

Sommando infine tutti questi numeri si ottiene 80.000+1.000+300+70+4, ovvero il numero di partenza 81.374.

## I problemi del "linguaggio universale"
Il principale problema della creazione di un linguaggio universale per Leibniz si presenterà nel comporre un dizionario o un'enciclopedia, che raccolga le regole e i fondamenti di questa "lingua nova". Sulla questione enciclopedica e di gerarchizzazione della realtà e di tutte le conoscenze umane si erano già interrogati non poco i teorici inglesi del cinquecento, nonché gli stessi Lullo, Cartesio, Bacon e Giordano Bruno.
Affinché ogni oggetto o concetto abbia una sua definizione enciclopedica, è necessario in primo luogo individuare gli elementi primi che compongono l'alfabeto del pensiero. Tuttavia per individuare questo alfabeto è necessaria una raccolta di tutte le conoscenze umane, è essenziale che queste siano classificate in un unico sistema, e che dunque possano essere tutte ricondotte ad un limitato numero di categorie fondamentali.

### Il problema enciclopedico nei primi scritti leibniziani
In questo brevissimo frammento è chiara la preoccupazione di Leibniz riguardo al problema, discussissimo al suo tempo, di un'enciclopedia universale. Infatti crede che lo scoglio più grande da superare sia solamente quello di realizzare questa enciclopedia.
‘‘La caratteristica che mi propongo richiede solo una sorta di nuova enciclopedia. L'enciclopedia è un corpo nel quale sono sistemate in ordine le più importanti conoscenze umane. Una volta fatta l'enciclopedia secondo l'ordine che mi propongo, la Caratteristica sarà quasi tutta fatta.’’
Per il matematico tedesco però, l'enciclopedia non doveva solamente fare una classificazione o un bilancio delle conoscenze umane acquisite, ma doveva avere soprattutto valore "dimostrativo", ovvero valenza scientifica, e che questa fosse usata come base per future ricerche.
Le idee espresse nei precedenti paragrafi fanno parte del pensiero di un Leibniz ancora giovane, e non completamente formato, infatti, a partire dagli anni ottanta del seicento, il suo pensiero volse verso una ricerca di una enciclopedia il più simile possibile a quella descritta sopra, dal suo commento alla lettera di Cartesio sulla lingua universale, infatti, si nota chiaramente come Leibniz creda che l'enciclopedia non debba dipendere da una filosofia "perfetta", poiché questa perfetta non è, ma semplicemente da una filosofia "vera".
In questo senso, sono arrivate fino a noi alcune tavole enciclopediche leibniziane composte tra il 1703 e il 1704, in cui c'è un evidente passo indietro di Leibniz, di ispirazione fortemente wilkinsiane. Queste enciclopedie sono basate su una classificazione logica (definita scolasticamente come differenza tra sostanza e accidente) di tutte le scienze, gli oggetti.
Questa classificazione riprende, pressoché senza variazioni, l'enciclopedia presente nell'Ars signorum di George Dalgarno.

### L'ultima parte della sua vita
In questa fase l'utopia leibniziana di una enciclopedia "dimostrativa" sembra messa da parte, tuttavia gli scritti di Leibniz composti nella fase finale della sua vita saranno fondamentali per i successivi teorici inglesi e non solo.
Da altri frammenti scritti sempre del 1704 si evince chiaramente l'allontanamento da una ricerca di filosofia perfetta e di una enciclopedia dimostrativa, quasi come avesse perso le speranze rispetto alle sue stesse teorie. Qui citiamo un frammento di una lettera del 1704, che rappresenta chiaramente la rassegnazione del filosofo nei confronti della ricerca:
Qual è la ragione dell'armonia delle cose? Nulla: ad esempio, non si può dar nessuna ragione del fatto che il rapporto di 2 a 4 sia eguale a quello di 4 a 8, neppure movendo dalla volontà divina. Ciò dipende dalla stessa essenza o idea delle cose. Le essenze delle cose sono infatti numeri, e costituiscono la stessa possibilità degli enti, che non è fatta da Dio, che ne fa invece l'esistenza: poiché, piuttosto, quelle stesse possibilità o idee delle cose coincidono con lo stesso Dio. Essendo Dio mente perfettissima, è impossibile che non sia egli stesso affetto dall'armonia perfettissima...